# Đại học Queensland
Viện Đại học Queensland, (còn được gọi là Đại học Queensland hoặc Đại học Tổng hợp Queensland) thường được gọi tắt là UQ, là một đại học và trung tâm nghiên cứu khoa học đa ngành hàng đầu tại Úc có trụ sở chính tại thành phố Brisbane, thủ phủ của tiểu bang Queensland. Được thành lập vào năm 1909, UQ là một trong những đại học lâu đời, uy tín và chất lượng bậc nhất của Úc.
Khu học xá chính được đặt tại quận St Lucia, phía Tây Nam của Brisbane. Đây được bầu chọn là một trong số 25 khu học xá đại học đẹp nhất thế giới. Ngoài ra, UQ còn có các khu học xá khác tại Gatton và Herston cùng trường Y khoa Ochsner Medical Center tại New Orleans, Hoa Kỳ. UQ là thành viên sáng lập của Nhóm 8 Đại học G8, quy tụ 8 đại học hàng đầu của Úc. Trường cũng là một thành viên của mạng lưới các trường đại học và học viện nghiên cứu toàn cầu (Universitas 21) và là thành viên sáng lập của EdX, một tập đoàn giáo dục đại học trực tuyến do Đại học Harvard và Viện Công nghệ Masachusettes MIT điều hành.

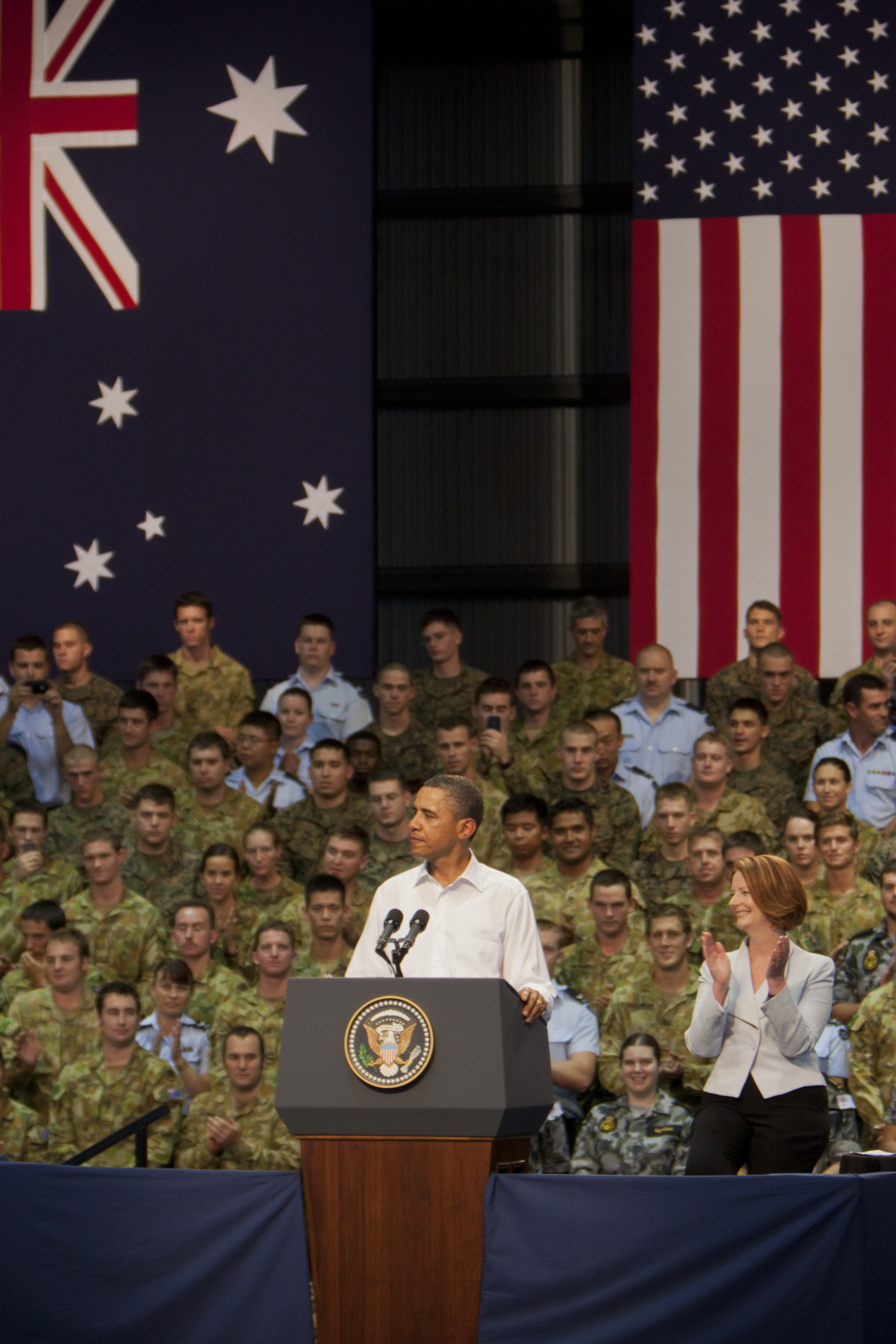
Tổng thống Hoa Kỳ Barack Obama thăm và phát biểu trước sinh viên của UQ tháng 11/2014

Theo bảng xếp hạng về đại học trên thế giới, UQ luôn là trường nằm trong top 1% các đại học hàng đầu thế giới. Trong bảng xếp hạng đại học mới nhất của tổ chức QS, UQ đứng thứ 46 thế giới và đứng hàng thứ 4 tại Úc. Trong bảng xếp hạng của tổ chức Times Higher Education (THE) năm 2016, UQ được xếp thứ 60 thế giới và xếp thứ 4 tại Úc.
UQ là một đại học mạnh trong các nghiên cứu về khoa học tự nhiên, y khoa, công nghệ, kinh tế, môi trường, ngôn ngữ học, nông nghiệp và quản trị kinh doanh. Riêng chương trình thạc sĩ Quản trị kinh doanh của UQ được xếp hạng thứ nhất của Úc và châu Á Thái Bình Dương theo tạp chí Australian Financial Review và The Economist Intelligence Unit.

## Lịch sử
Những ý tưởng về việc thành lập một trường đại học tại Queensland được manh nha từ những năm 1870. Năm 1874, một Hội đồng Hoàng gia do Sir Charles Lilley đứng đầu, đã nêu khuyến nghị về việc thành lập một viện đại học. Tuy nhiên, những người phản đối lại cho rằng việc dạy về kĩ thuật cần thiết hơn so với giáo dục hàn lâm trong thời buổi công nghiệp sơ khai. Để dung hoà với nhóm phản đối, những người ủng hộ đã không xây dựng một mô hình hàn lâm theo kiểu trường Oxford hay Cambridge mà đề xuất một mô hình đại học theo kiểu các tiểu bang ở miền Tây nước Mỹ. Một Hội đồng Hoàng gia thứ hai họp năm 1891 đã đề xuất một trường đại học với 5 khoa gồm: Nghệ thuật, Luật, Y Dược, Khoa học và Khoa học ứng dụng. Tuy nhiên, với nguồn ngân sách hạn hẹp dành cho giáo dục khi đó, chính phủ tiểu bang đã không chấp thuật đề xuất thành lập viện đại học.
Được thành lập theo một đạo luật năm 1909 của Quốc hội tiểu bang, Đại học Queensland là trường đại học đầu tiên trong tiểu bang Queensland. Nó chính thức được thành lập vào ngày 16 tháng 4 năm 1910, với việc bổ nhiệm Nghị sĩ đầu tiên của UQ. Việc giảng dạy bắt đầu vào năm 1911 tại nhà Toà Nhà khách Chính phủ cũ ở phố George, Brisbane. Trong năm đầu tiên, trường có ba khoa là Nghệ thuật, Khoa học và Kỹ thuật với 83 sinh viên (60 nam và 23 nữ).
Sau Thế chiến I, Đại học Queensland được mở rộng nhanh chóng và nhanh chóng phát triển vượt khỏi thành phố của mình. Năm 1922, trường mở thêm một học xá trong công viên Victoria (hiện nay là Trường Y). Bốn năm sau đó, Tiến sĩ James O'Neil Mayne và em gái Mary Emelia Mayne đã ủng hộ kinh phí để mua lại một mảnh đất lớn tại quận St Lucia. Việc xây dựng khu học xá St Lucia bắt đầu vào năm 1937 và dãy nhà đầu tiên được hoàn thành vào năm 1939 và được đặt tên là theo tên của vị Thủ hiến lúc bấy giờ là Forgan Smith.
Trong Thế chiến II, UQ trở thành trụ sở cao cấp cho các lực lượng Đồng minh ở miền Nam Tây Thái Bình Dương.
Năm 1990, UQ sáp nhập thêm với trường Cao đẳng Nông nghiệp Queensland. Nhờ đó, UQ có được thêm một khu học xá tại Gatton, cách Brisbane 80 km và số lượng sinh viên gia tăng đáng kể.
Năm 1999, UQ mở thêm một khu học xá nữa tại khu Ispwich, trước kia là trụ sở của Trung tâm y tế Challinor. Vào tháng 1 năm 2015, khu học xá này được nhượng lại cho Trường Đại học Miền Nam Queensland. Tuy nhiên, UQ vẫn tiếp tục giảng dạy tại Ispwich cho đến tận năm 2016.
Tháng 5 năm 2013, UQ gia nhập edX.

## Thế mạnh đào tạo và nghiên cứu
UQ luôn được xem là một trong những trung tâm đào tạo và nghiên cứu hàng đầu tại Úc. Thế mạnh của UQ trải đều trên nhiều các lĩnh vực khác nhau, trong đó, nổi bật nhất là khoa học tự nhiên, y khoa, công nghệ, kinh tế, môi trường, ngôn ngữ học, báo chí, nông nghiệp và quản trị kinh doanh. Thế mạnh đó thể hiện rõ trong các chỉ số xếp hạng đại học toàn cầu.
UQ là trường đi tiên phong trong việc phát triển loại vaccin trị ung thư cổ tử cung Gardasil and Cervarix. Đây là loại vaccin do GS trường UQ là Ian Frazer tìm ra và đó được các nhà nghiên cứu Hoa Kỳ tiếp tục phát triển. Năm 2009, Quỹ nghiên cứu Ung thư Úc đã ghi nhận UQ là trung tâm nghiên cứu hàng đầu trong nhiều lĩnh vực về Ung thư.

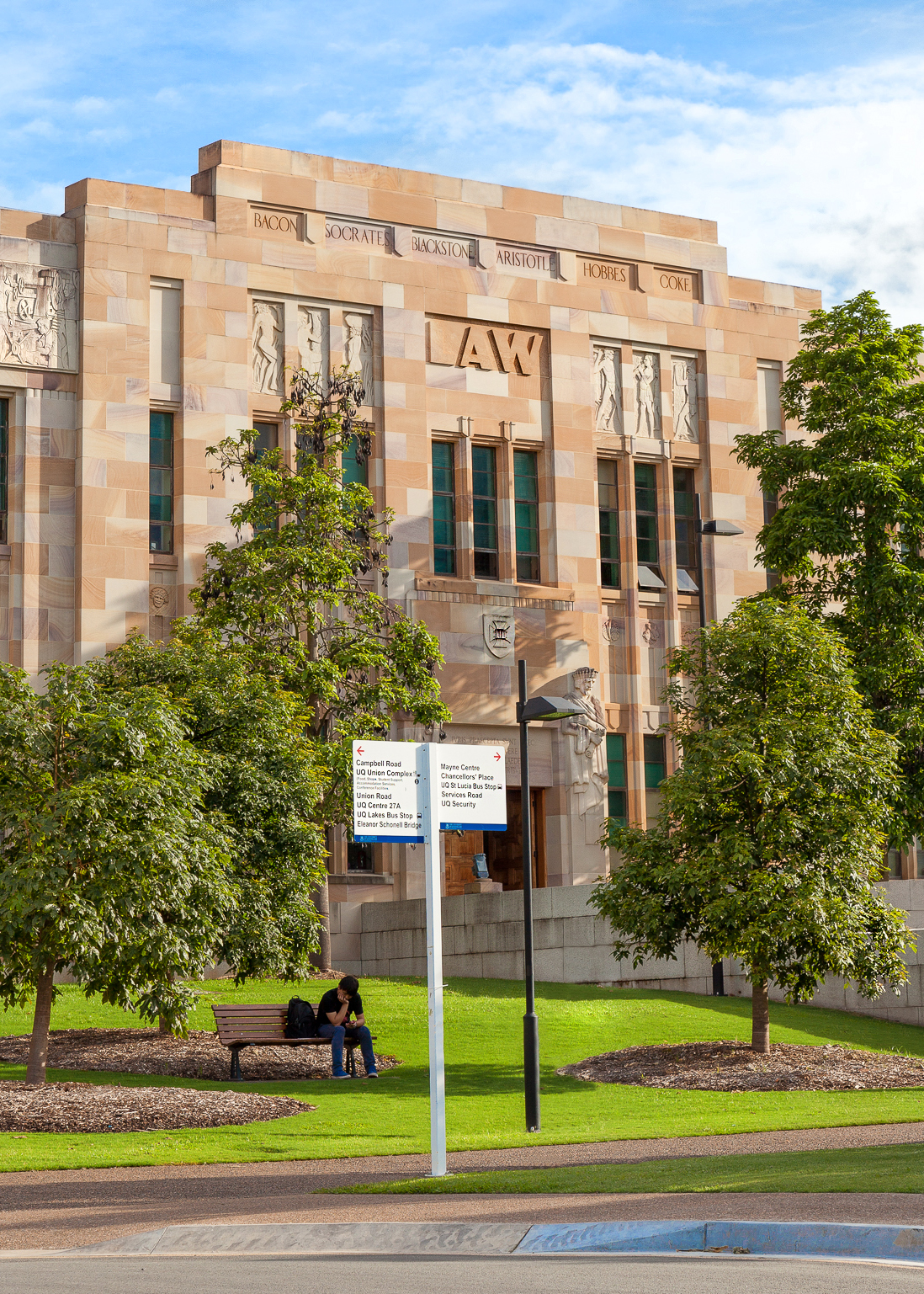
Trường Luật UQ tại St Lucia

Năm 2010, hãng Thomson Reuters vinh danh 8 giáo sư của UQ trong số các nhà nghiên cứu được trích dẫn nhiều nhất. Trong báo cáo nghiên cứu cấp Quốc gia năm 2012 của Úc, các nghiên cứu tại UQ đã được đánh giá ở mức cao hơn so với chuẩn của thế giới trong rất nhiều lĩnh vực và hơn tất cả các trường đại học khác tại Úc. (với tổng số 22 lĩnh vực); Các nghiên cứu của UQ về y sinh học y tế lâm sàng, công nghệ, kĩ thuật, sinh học, hoá học, khoa học môi trường, và vật lý học đều được đánh giá ở mức cao hơn chuẩn thế giới (mức 5). Năm 2015, chỉ số Nature Index đã xếp hạng UQ với tư cách là viện nghiên cứu có số lượng kết quả nghiên cứu cao nhất trong các tạp chí nghiên cứu liên ngành về Tự nhiên và Khoa học ở Nam Bán cầu.

## Thứ hạng đại học toàn cầu
UQ luôn nằm trong top 1 phần trăm của các bảng xếp hạng đại học toàn cầu. UQ cũng luôn nằm trong Top 3 đại học có thứ hạng cao nhất tại Nam bán cầu.. Dưới đây là thứ hạng của UQ trong các bảng xếp hạng đại học uy tín nhất thế giới:
Bản mẫu:Infobox Australian university ranking
World

## Các Khoa và Viện nghiên cứu

### Khoa
- Khoa Quản trị Kinh doanh, Kinh tế và Luật (Faculty of Business, Economics and Law)
- Khoa Kĩ thuật, Kiến trúc và Công nghệ thông tin (Faculty of Engineering, Architecture and Information Technology)
- Khoa Y học và Khoa học Hành vi (Faculty of Health and Behavioural Sciences)
- Khoa Khoa học Nhân văn và Xã hội (Faculty of Humanities and Social Sciences)
- Khoa Dược và Y sinh học (Faculty of Medicine and Biomedical Sciences)
- Khoa Khoa học Tự nhiên (Faculty of Science)

### Viện nghiên cứu
- The Diamantina Institute for Cancer
- Immunology and Metabolic Medicine Institute for Molecular Bioscience Australian
- Institute for Bioengineering and Nanotechnology
- Institute for Social Science Research Sustainable Mineral
- Institute Queensland Brain
- Institute Queensland Alliance for Agriculture and Food Innovation Global Change
- Institute University of Queensland Centre for Clinical Research Queensland
- Institute of Medical Research